# برتونيلة هنسيلية
البرتونيلة الهنسيلية (بالإنجليزية: Bartonella henselae)‏ وكانت تُسمى سابقاً الروكاليمية أو الروشاليميا (بالإنجليزية: Rochalimaea)‏ هي من المتقلبات وتُعتبر العامل المُسبب لمرض خدش القطة (داء البرتونيلات).
تنتمي البرتونيلة الهنسيلية إلى جنس البرتونيلات الذي يُعتبر أكثر أنواع البكتيريا شيوعاً في العالم. تُصيب البرتونيلة الهنسيلية خلية المُضيف عن طريق الالتصاق بِها باستخدام التصاق انتقالي تلقائي مثلوثي.

## التشخيص
تُعتبر البرتونيلة الهنسيلية بكتيريا عصوية سلبية الغرام، حيثُ يمكن استزراعها في طَبق الدم المتحلل بواسطة الطرد المركزي. يُمكن اكتشاف وجودها من خلال ملون وارثن-ستاري أو باستعمال تقنية ملون الفضة على الأنسجة المُصابة.

## التسمية
تمت تسمية هذه البكتيريا نسبةً إلى عالم الأحياء الدقيقة ديان ماري هنسيل (وُلد في 1953)، حيثُ قام بجمع العديد من السَلالات والعينات لعامل العدوى أثناء حالي تفشي المرض في أوكلاهوما في عام 1985.